# Rok Tršan
Rok Tršan, slovenski biatlonec, * 28. avgust 1992, Logatec.

## Kariera
Tršan je v svetovnem pokalu debitiral v sezoni 2014/15 v Hochfilznu. Svoje prve točke je dosegel 11. marca 2017 z 39. mestom na zasledovalni tekmi v Kontiolahtiju.